# 5401-es mellékút (Magyarország)
Az 5401-es mellékút egy bő 6 kilométeres hosszúságú, négy számjegyű mellékút Bács-Kiskun vármegye területén; Kunszállás községet köti össze egyrészt Fülöpjakabbal, másrészt az 5-ös főút Városföld és Kiskunfélegyháza közti szakaszával.

## Nyomvonala
Kiskunfélegyháza és Városföld határvonalától csak pár méterre, de úgy tűnik, teljesen kiskunfélegyházi területen indul – utóbbi település központjától több mint 11 kilométerre északra, Városföldtől mintegy 2,5 kilométerre dél-délkeletre –, külterületek közt, az 5-ös főútból kiágazva, annak a 101+300-as kilométerszelvénye közelében, délnyugati irányban. Kezdeti métereit elhagyva a két település határvonala mellé szegődik és azt kíséri.
Nagyjából 2,2 kilométer után szintben keresztezi a Cegléd–Szeged-vasútvonal vágányait, Kunszállás megállóhely térségének déli széle mellett, majd szinte pontosan egy kilométerrel arrébb áthalad az előbbi települések és Kunszállás hármas határpontja felett és onnantól e község határai közt húzódik. 3,4 kilométer után, felüljárón, csomópont nélkül keresztezi az M5-ös autópálya nyomvonalát, majd még a negyedik kilométere előtt beér Kunszállás házai közé. Belterületi szakasza majdnem pontosan egy kilométernyi hosszú és a Kossuth utca nevet viseli; az ötödik kilométere után már újból külterületek közt halad.
Kunszállás és Fülöpjakab határvonalán ér véget, beletorkollva az 5302-es útba, annak a 32+850-es kilométerszelvényénél. Ez utóbbi út tulajdonképpen az 5401-es egyenes folytatásának is lehetne tekinthető, hiszen innen a délnyugati irányt viszi tovább, de kilométer-számozás tekintetében épp ellentétes az iránya: Izsáktól Jakabszálláson át húzódik idáig, majd a találkozási ponttól délkeletnek folytatódik, Kiskunfélegyháza Erdélyváros városrészéig.
Teljes hossza, az országos közutak térképes nyilvántartását szolgáló kira.gov.hu adatbázisa szerint 6,285 kilométer.

## Települések az út mentén
- (Kiskunfélegyháza)
- (Városföld)
- Kunszállás
- (Fülöpjakab)